# لينا بيجاني
لينا بيجاني (بالإنجليزية: Lina Bejjani)‏ (و. 1984  م) هي رياضية لبنانية، شاركت في الألعاب الأولمبية الصيفية 2000.

## روابط خارجية
- لينا بيجاني على موقع الاتحاد الدولي لألعاب القوى (الإنجليزية)
- لينا بيجاني على موقع أوليمبيديا (الإنجليزية)